# Ett helvete för hjältar
Ett helvete för hjältar (engelska: Hell Is for Heroes) är en amerikansk krigsfilm från 1962 i regi av Don Siegel.

## Handling
En liten grupp amerikanska soldater måste hålla undan ett helt kompani tyskar längs med Siegfriedlinjen i väntan på förstärkningar.

## Rollista i urval
- Steve McQueen - menige Reese
- Bobby Darin - menige Corby
- Fess Parker - sergeant Pike
- Harry Guardino - sergeant Larkin
- James Coburn - korpral Henshaw
- Mike Kellin - menige Kolinsky
- Joseph Hoover - kapten Loomis
- L.Q. Jones - sergeant Frazer
- Don Haggerty - kapten Mace
- Nick Adams - menige Janeczek
- Bob Newhart - menige Driscoll